# Canindea signaticornis
Canindea signaticornis là một loài bọ cánh cứng trong họ Cerambycidae.